# Combate militar na Caatinga

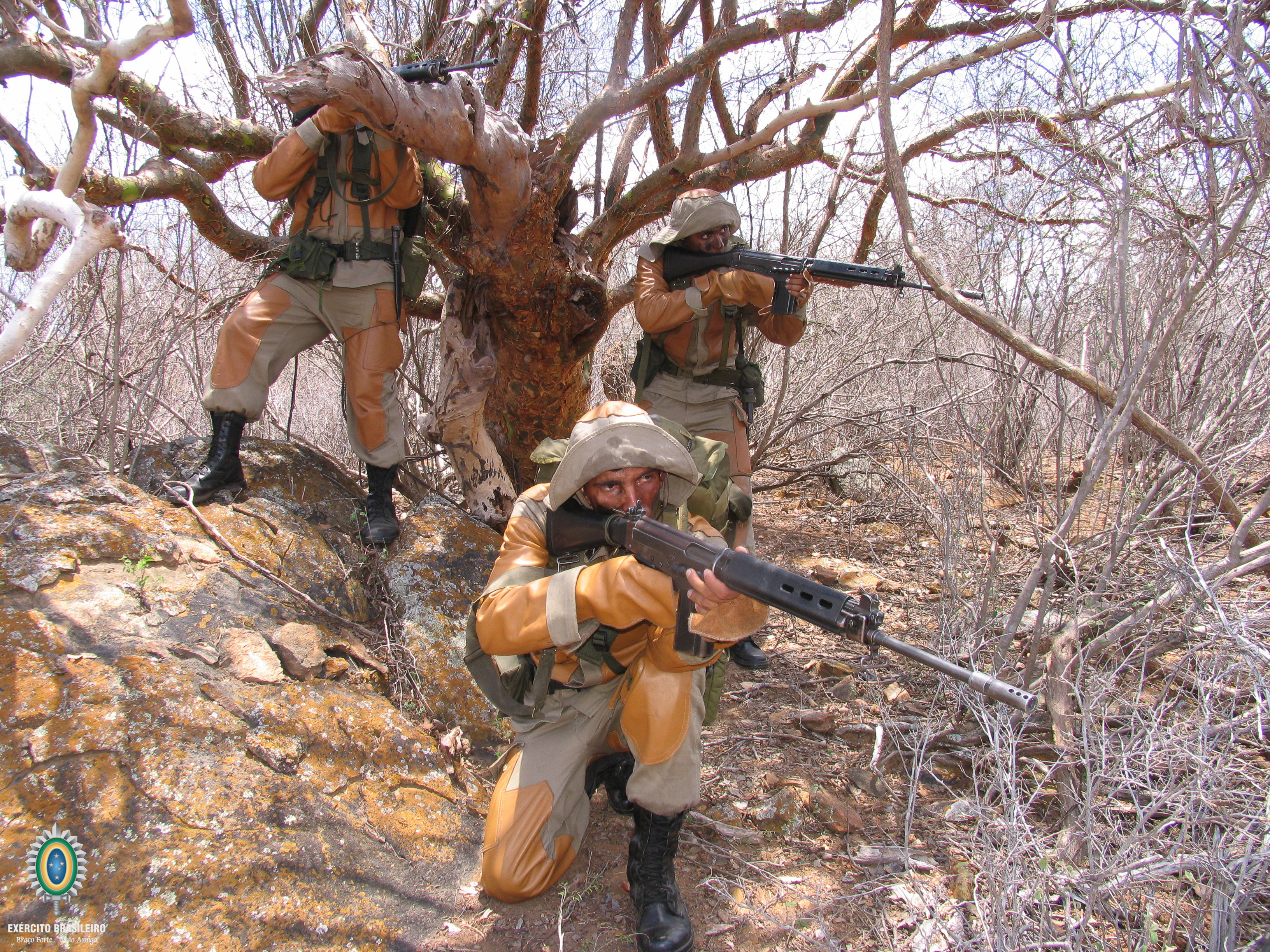
Combatentes de Caatinga

Combate militar na Caatinga engloba o conjunto de técnicas para sobrevivência e guerra no bioma semiárido da Caatinga, que é unicamente brasileiro. A caatinga é um ambiente inóspito, encontrado principalmente na região Nordeste. O adestramento militar para atuar no ambiente operacional semiárido faz com que o Brasil tenha capacidade de enviar tropas para qualquer região com clima parecido.

## Condições de atuação

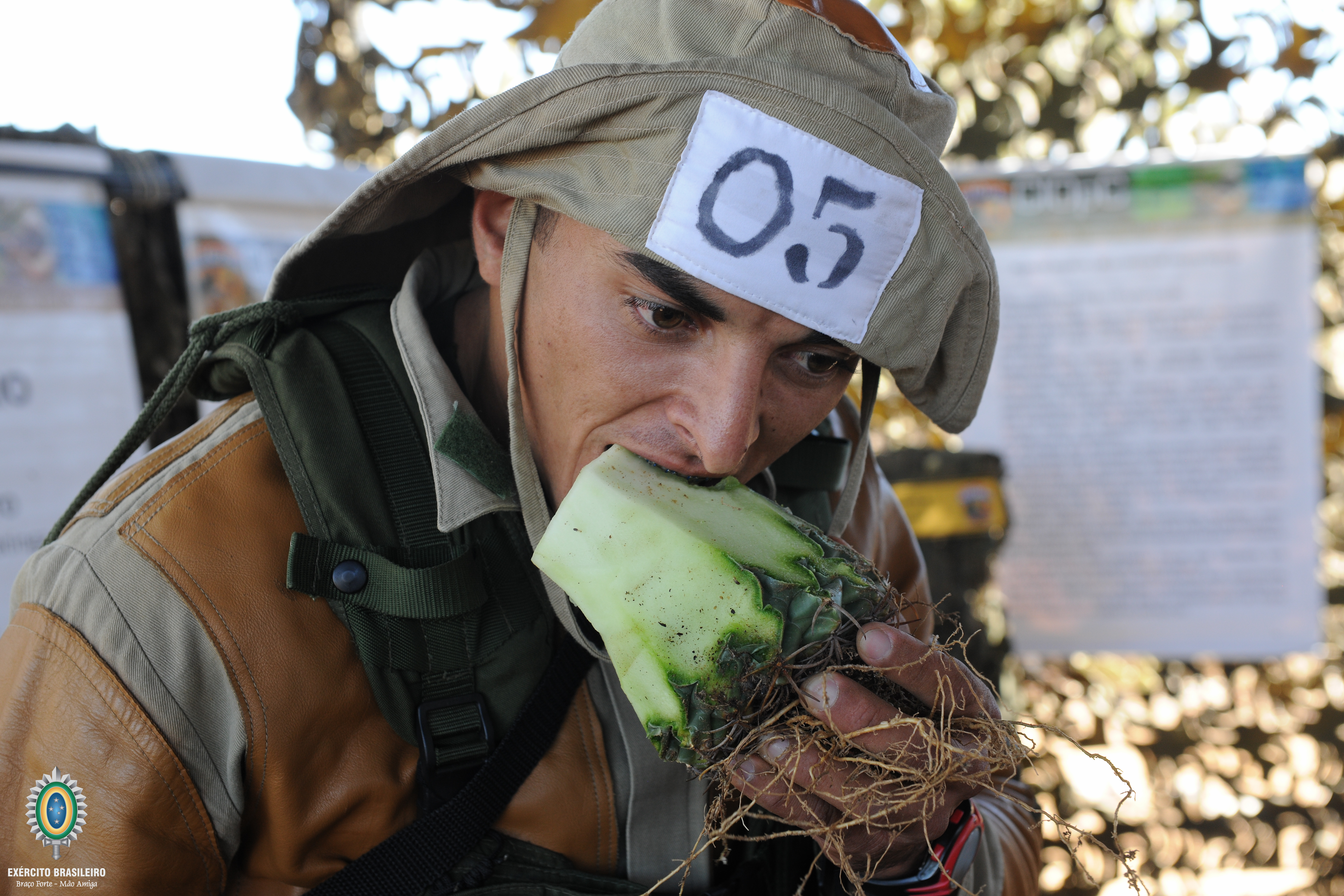
Recruta do 72º BICaat se alimentando de planta típica.

A caatinga é um bioma exclusivamente brasileiro, sendo um ambiente rigoroso que compreende aproximadamente 11% de todo o território nacional e 70% do Nordeste. A vegetação é agressiva e muitas plantas têm espinhos, como a Senegalia polyphylla, o mandacaru e a macambira. Tudo isso é somado a animais peçonhentos, abelhas e vespas de vários tipos e galhos finos que se camuflam na paisagem. O ar é seco, dificultando a respiração, há escassez de água, solo pedregoso, calor escaldante e grande facilidade de produzir fogo.
A média anual de chuvas na caatinga é de 500 mm, existindo escassez da água, mas é superior aos índices pluviométricos de desertos. As temperaturas variam entre 25ºC e 27ºC, enquanto o solo duro e pedregoso pode atingir 60ºC.
Em situações extremas, a sobrevivência de soldados na Caatinga depende de habilidades para localizar fontes de água e alimentos, livrar-se de animais ameaçadores e abrigar-se do sol usando o que o ambiente oferece, não mais do que arbustos com poucas folhas e cactos. Para se hidratar, aproveita-se a água do orvalho, de plantas e do solo e se filtra essa água.

## Operações
Durante a Confederação do Equador, em Pernambuco, o General José Pereira Filgueiras resistia às tropas imperiais no sertão. Os soldados imperiais se encontravam incapacitados de operar no bioma, por estarem privados de meios de subsistência em decorrência da seca de 1825. Ambos os partidos, portanto, se limitaram a uma guerra de guerrilhas, cujos resultados se desconhecem.
O guerrilheiro de esquerda Carlos Lamarca foi assassinado por agentes do Exército abaixo de uma baraúna, onde tinha parado para encontrar descanso após fugir por 300 km da Operação Pajussara, em 17 de setembro de 1971.

## Exército Brasileiro
Várias unidades do Exército Brasileiro são instruídas para operações em caatinga. O Centro de Instrução de Operações na Caatinga (CIOpC), situado no 72.º Batalhão de Infantaria de Caatinga em Petrolina (PE), é responsável por fornecer cursos de atuação na área a militares do Exército, Polícia Militar e Corpo de Bombeiros. Os cursos oferecidos são o Estágio Básico de Combatente de Caatinga (EBCC), com duração de uma semana, o Estágio Adaptações e Operações na Caatinga (EAOC) com duração de duas semanas. Visando a maior preparação dos soldados do Exército Brasileiro no ambiente operacional semiárido, os Estágios de Adaptação e Operação são autorizados a militares de carreira do Comando Militar do Nordeste, cadetes da Academia Militar das Agulhas Negras, alunos da Escola de Sargentos das Armas e dos Centros de Preparação de Oficiais da Reserva. São realizados anualmente sete treinamentos. As instruções são ministradas no Parque Zoobotânico da Caatinga, dentro do próprio Batalhão, que é o seu apoio para instruções sobre a fauna e flora, e no Centro de Instrução Fazenda Tanque de Ferro (CIFTF), um imóvel da União com área de 2.817,51ha, localizado próximo a Jutaí. O Centro está totalmente inserido em área coberta pela caatinga e é afastado dos grandes centros urbanos.

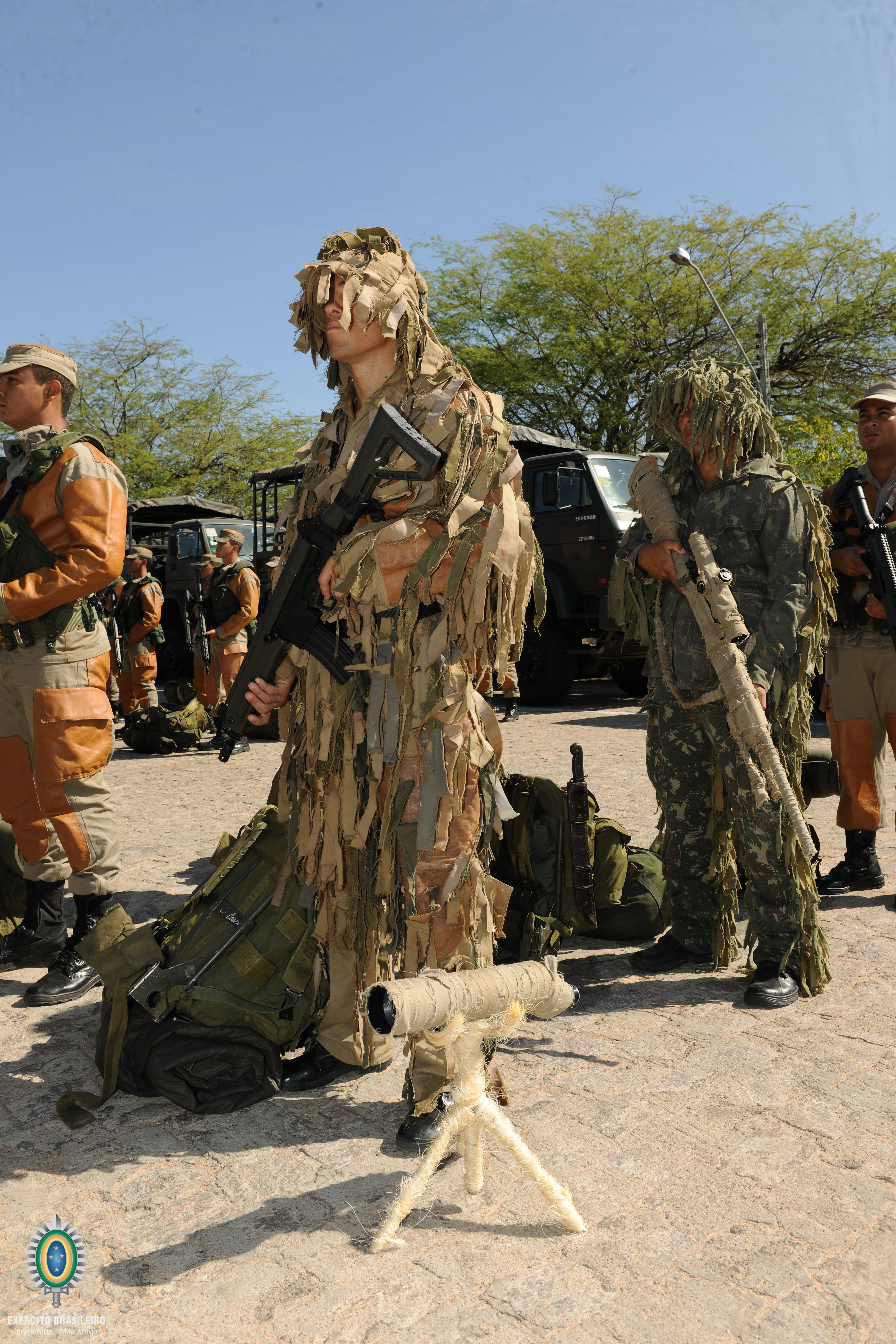
Atiradores de precisão da caatinga.

Estão se ampliando os estudos relacionados a operações militares na Caatinga, com a missão de estudar, planejar e desenvolver uma doutrina operacional específica para este ambiente.
A caatinga exige um uniforme que possibilite uma ação mais eficiente do que os normalmente utilizados pelo EB, feito de material mais resistente para permitir o deslocamento no interior da caatinga sem comprometer a integridade física da tropa, além de proporcionar alguma camuflagem. Os combatentes do Exército usam uma farda confeccionada em brim cor cáqui com reforço de couro nos braços, pernas e peito, para proteger o corpo do militar do contato com espinhos, galhos secos e pedras. Em oposição ao capacete de kevlar, que concentra grande quantidade do calor, provoca ruídos em contato com os arbustos e reflete a luz, é usado um chapéu semelhante ao adotado pelos vaqueiros regionais, com pala dobrável e extensão para proteger a nuca. O coturno é semelhante ao tradicional, com cano de couro, mais resistente com a parte superior de lona.
Há a necessidade de se utilizar óculos de acrílico e luvas de couro que protegem o dorso e a palma da mão mas permitem o livre movimento dos dedos.

Desde sua criação, em 1995, até 2016, os estágios do 72º BICaat já ensinaram 6.742 soldados a sobreviverem no ambiente hostil da caatinga.

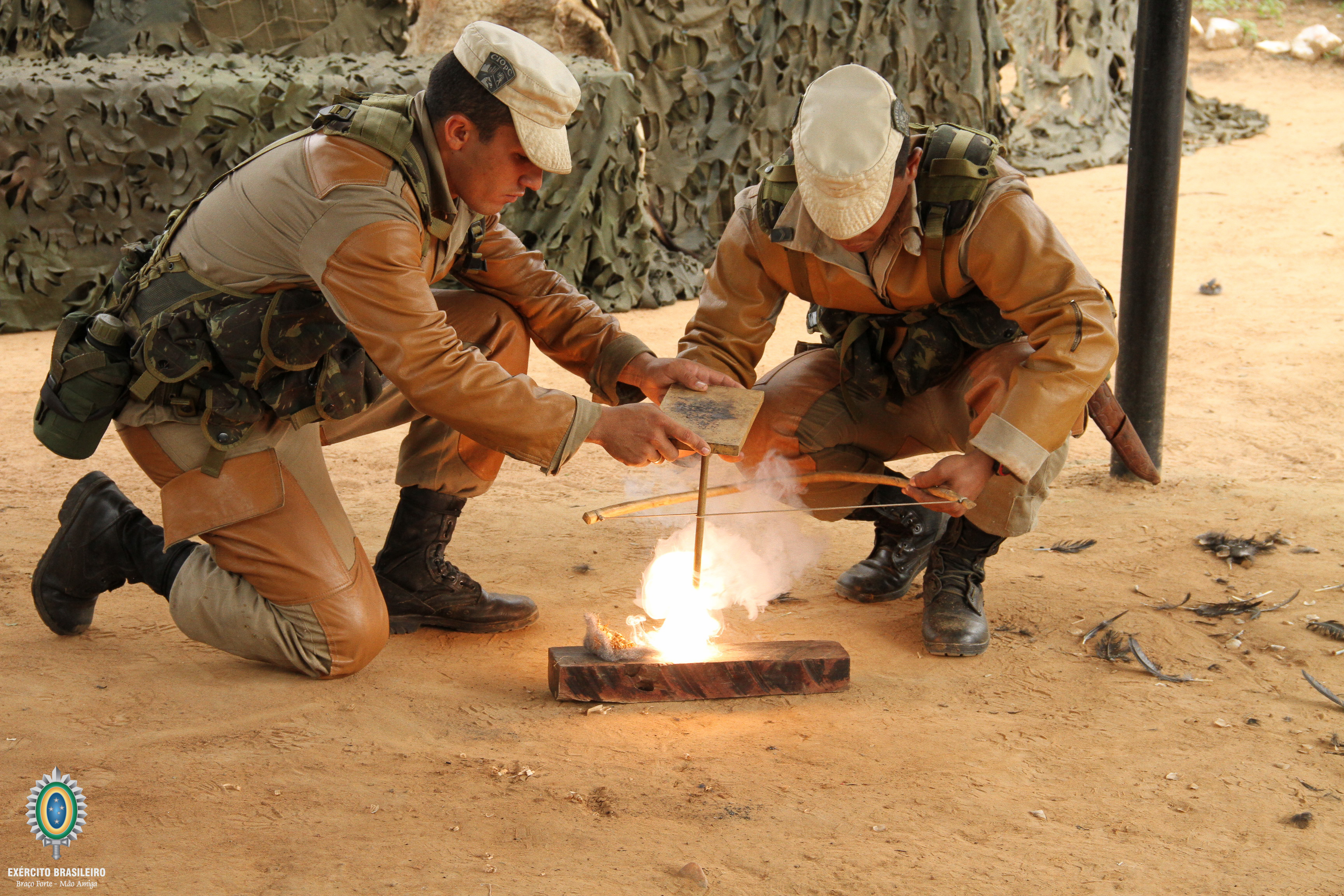
Estagiários da Caatinga fazendo fogo.
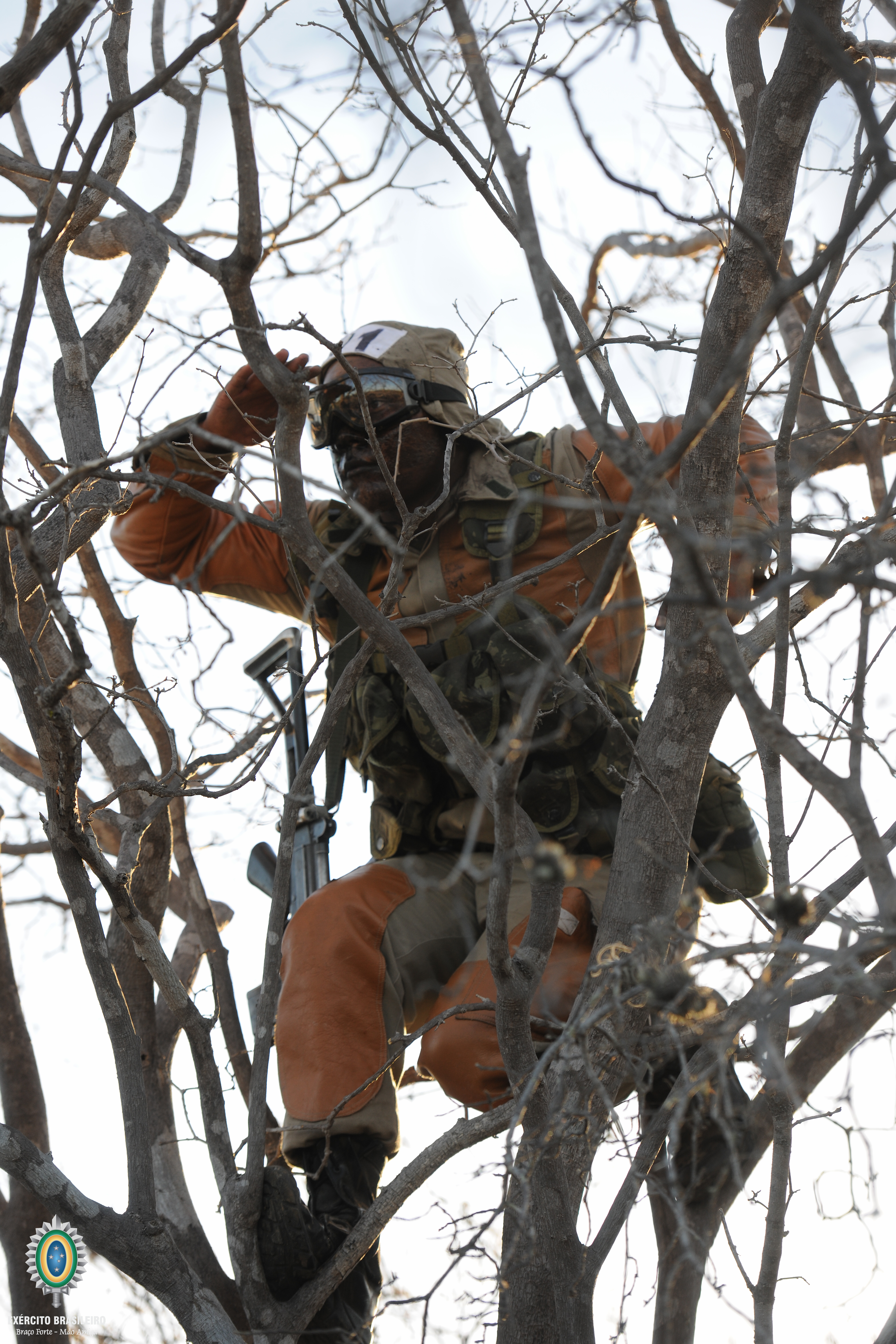
Combatente em árvore.
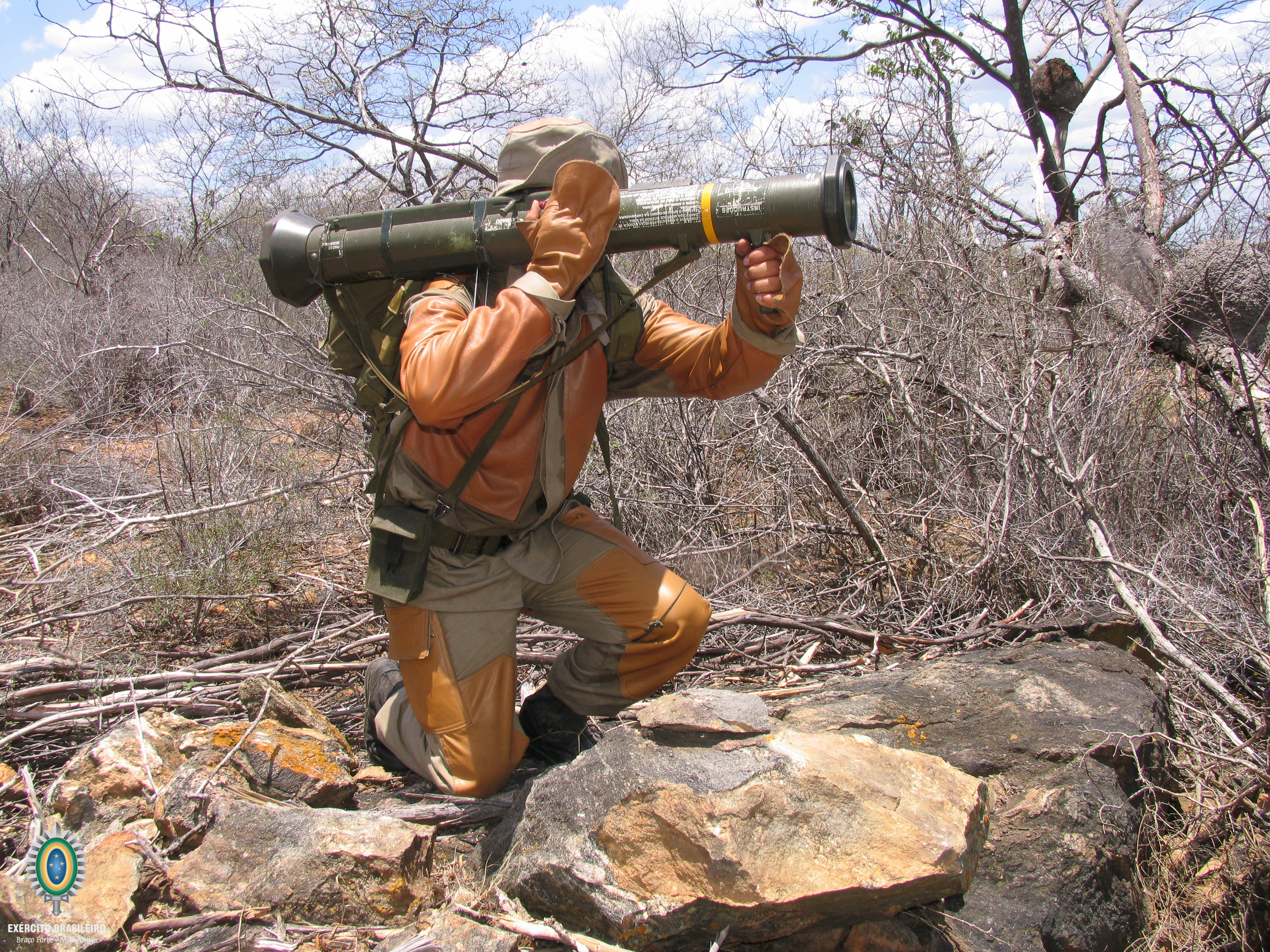
Militar em treinamento com a Arma Leve Anticarro (ALAC).
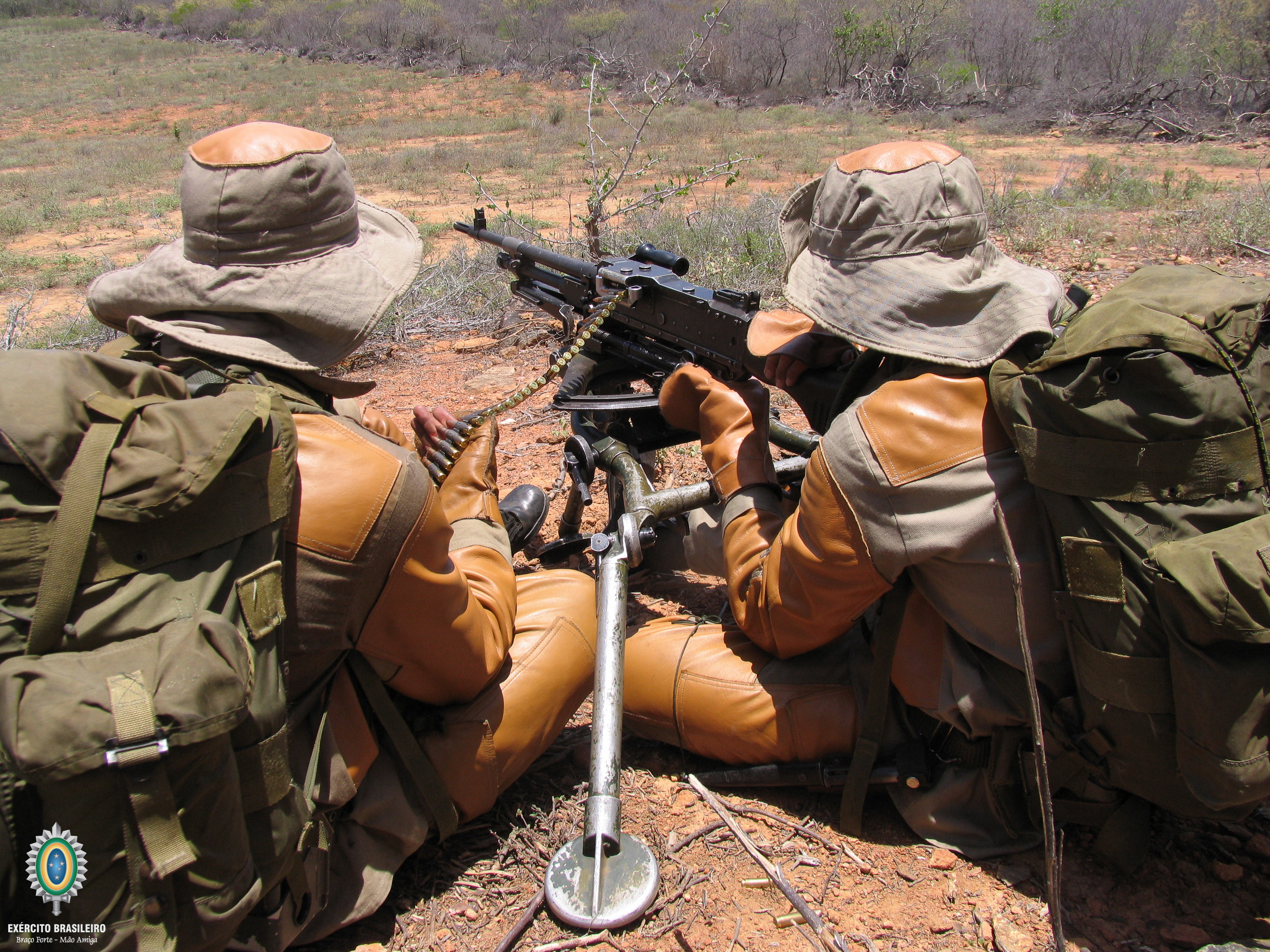
Militares em posição de metralhadora.
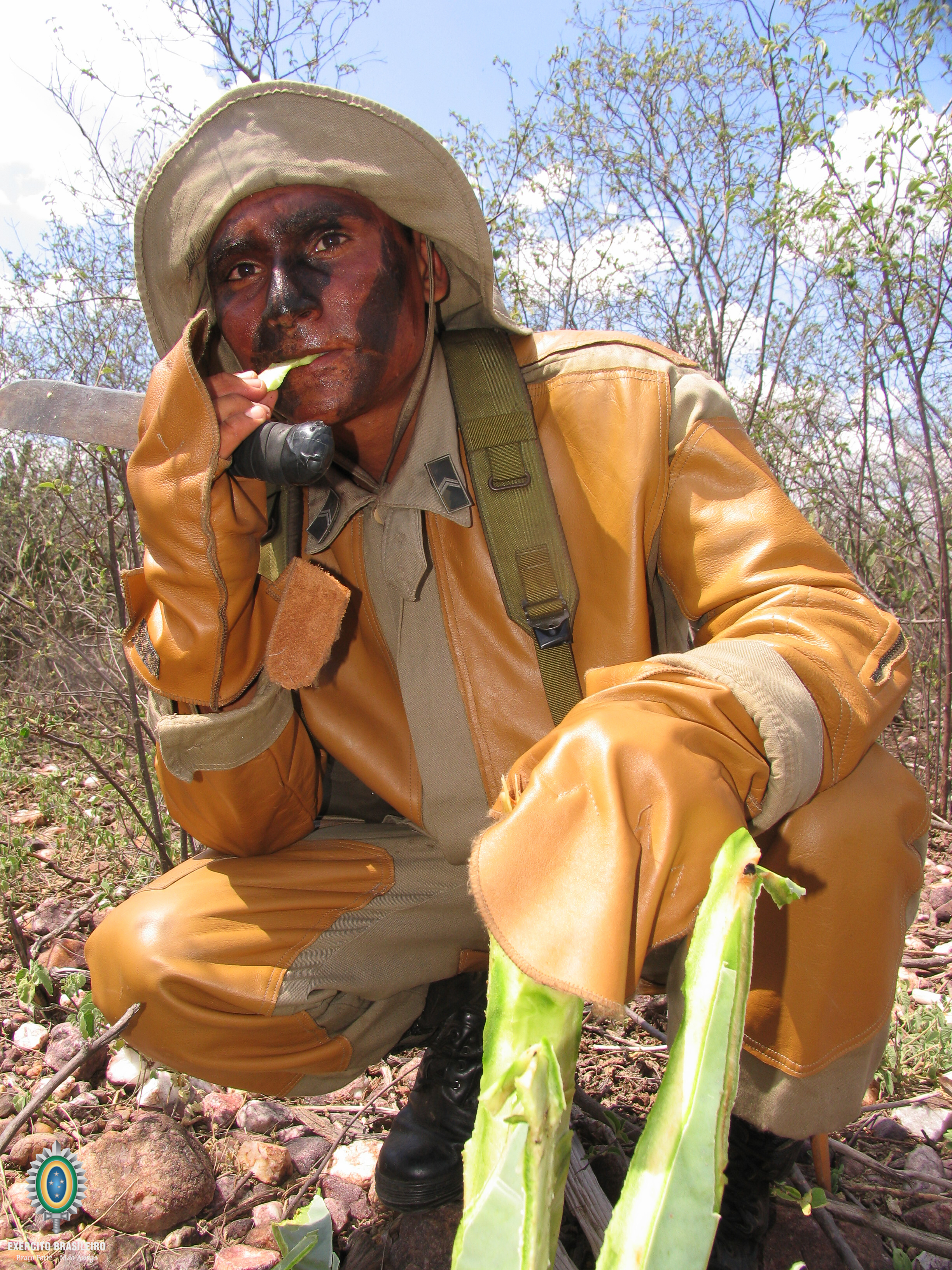
Combatente se alimentando.
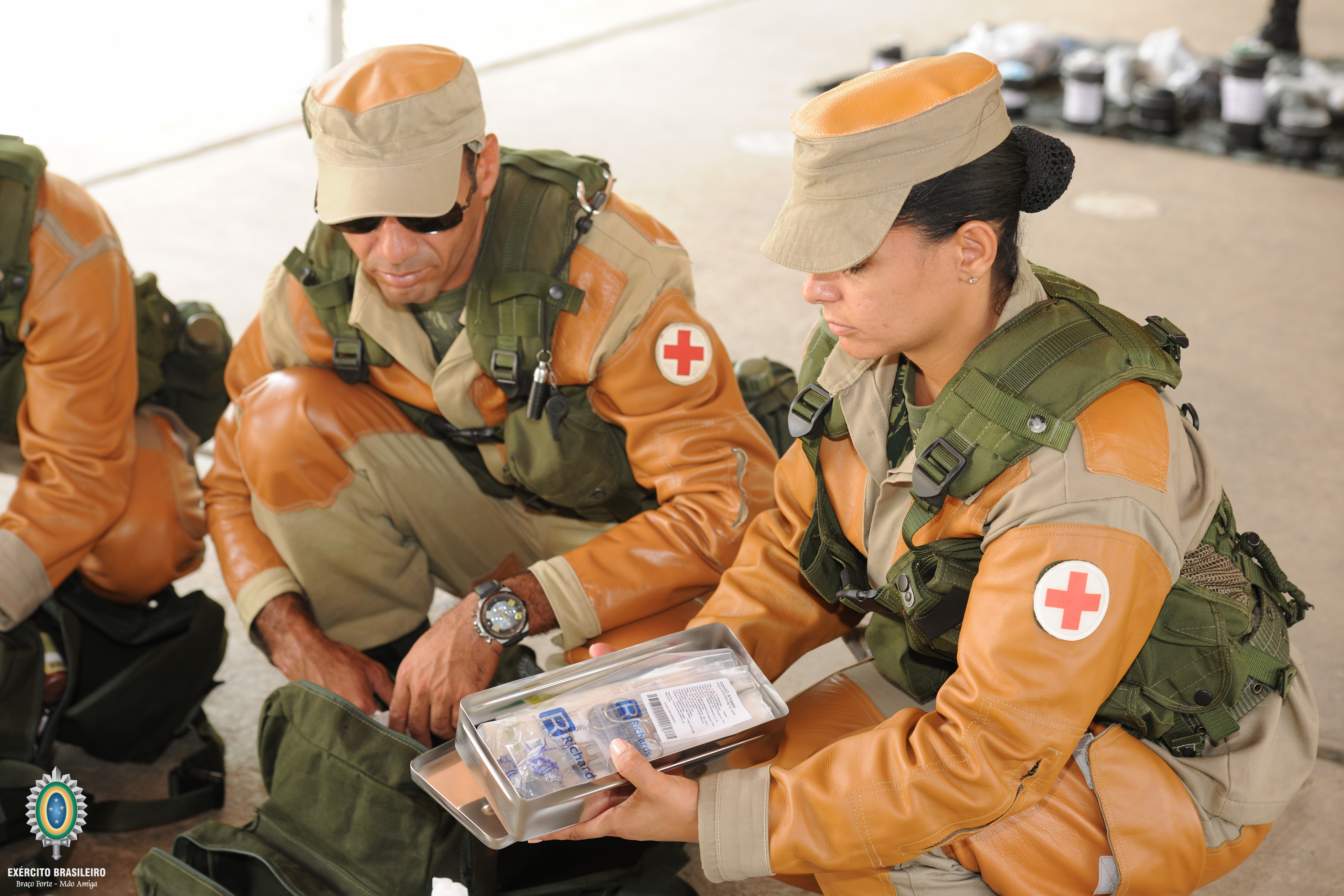
Militares do serviço médico.
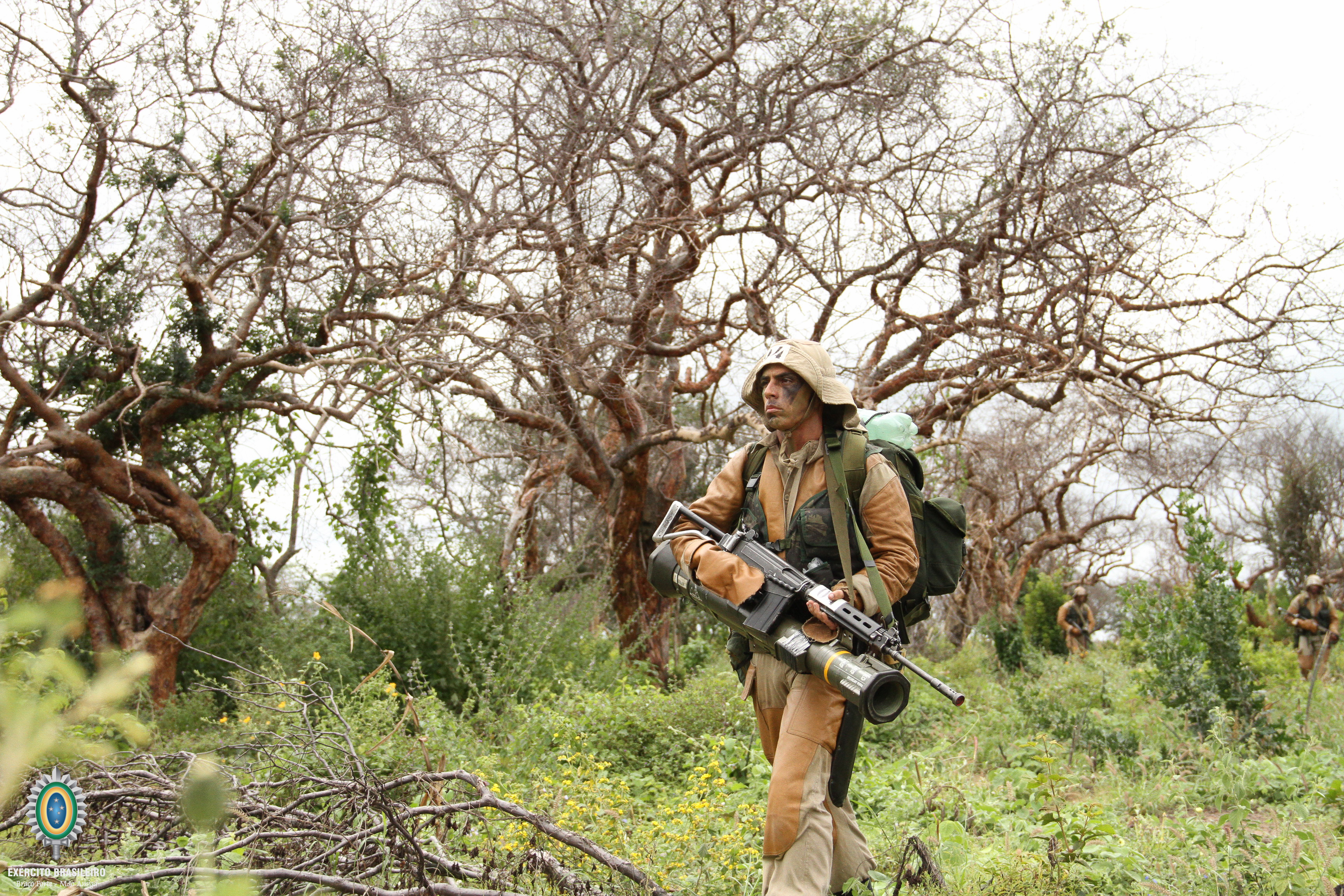
Soldado em marcha pela Caatinga, carregando seu fuzil M964 FAL e a Arma Leve Anticarro.
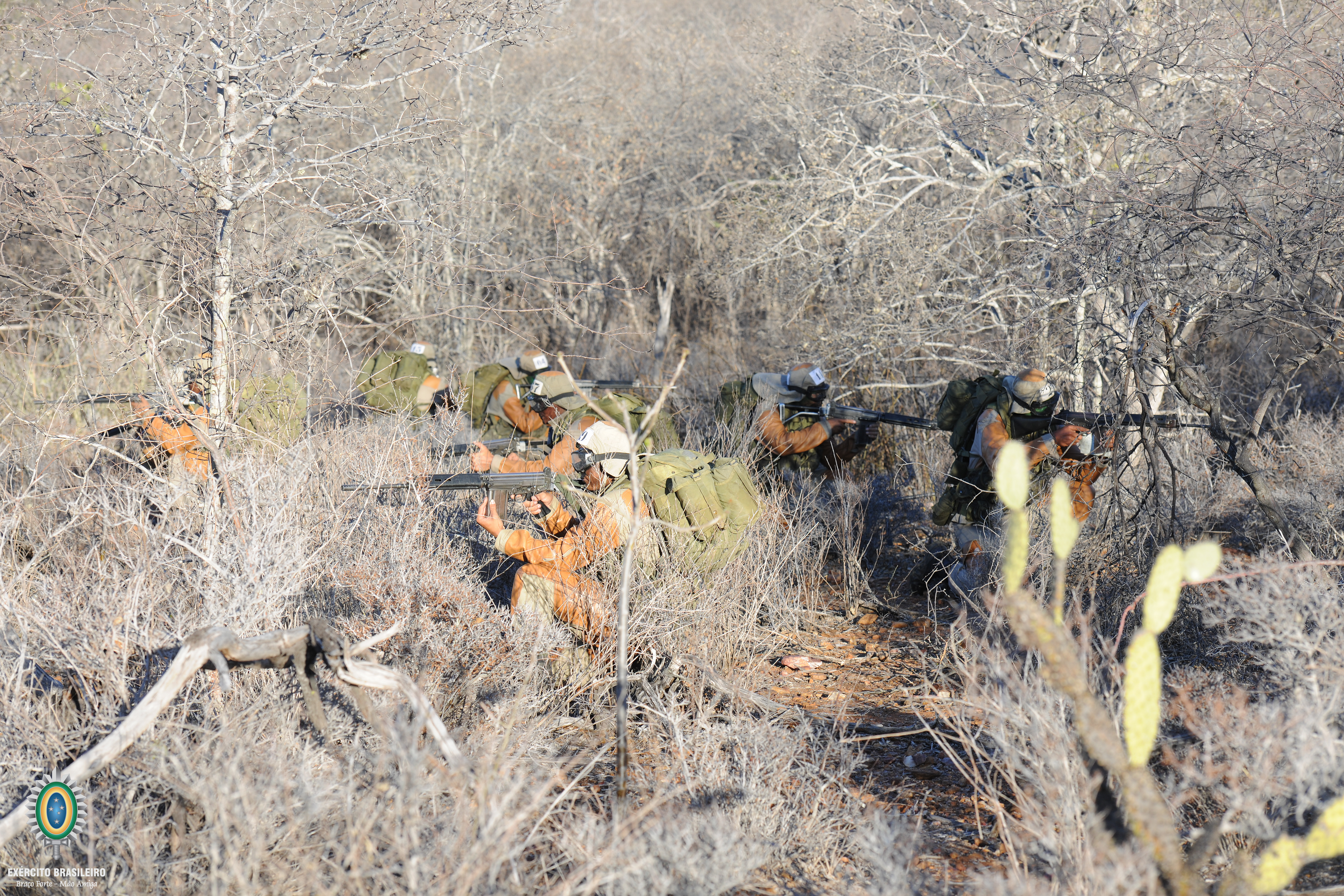
Patrulha na Caatinga.
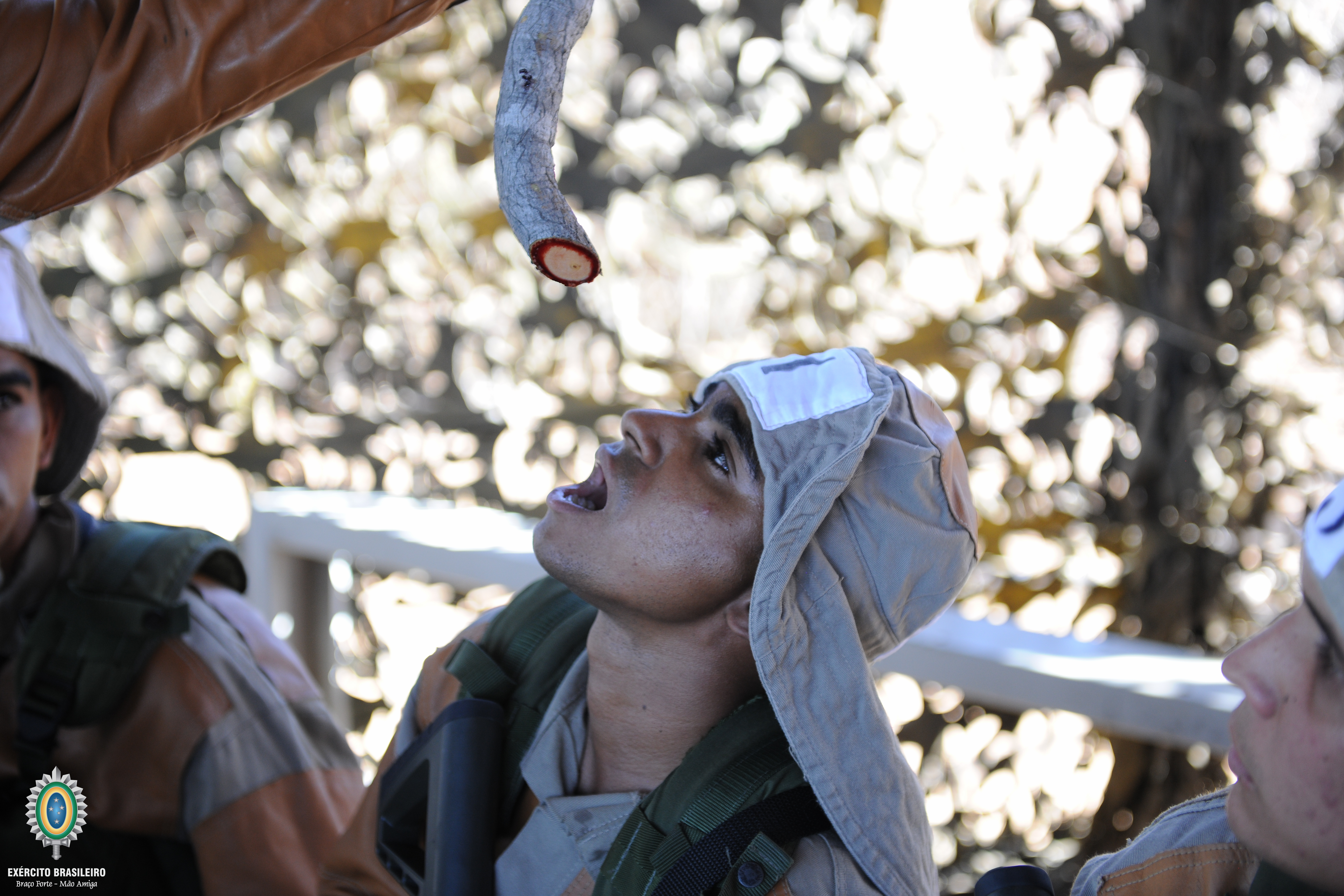
Militar conseguindo água.
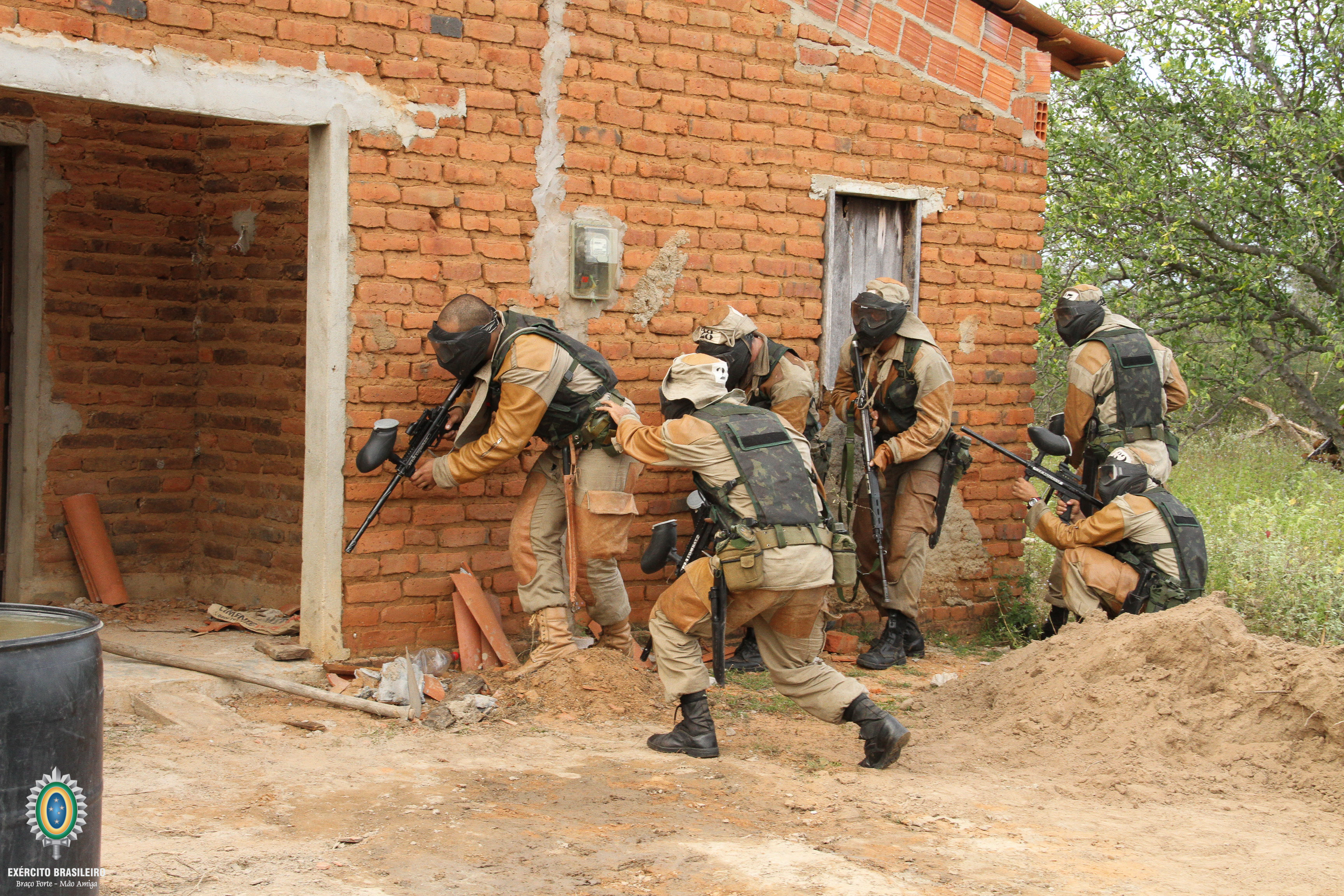
Treinamento de assalto na Caatinga.
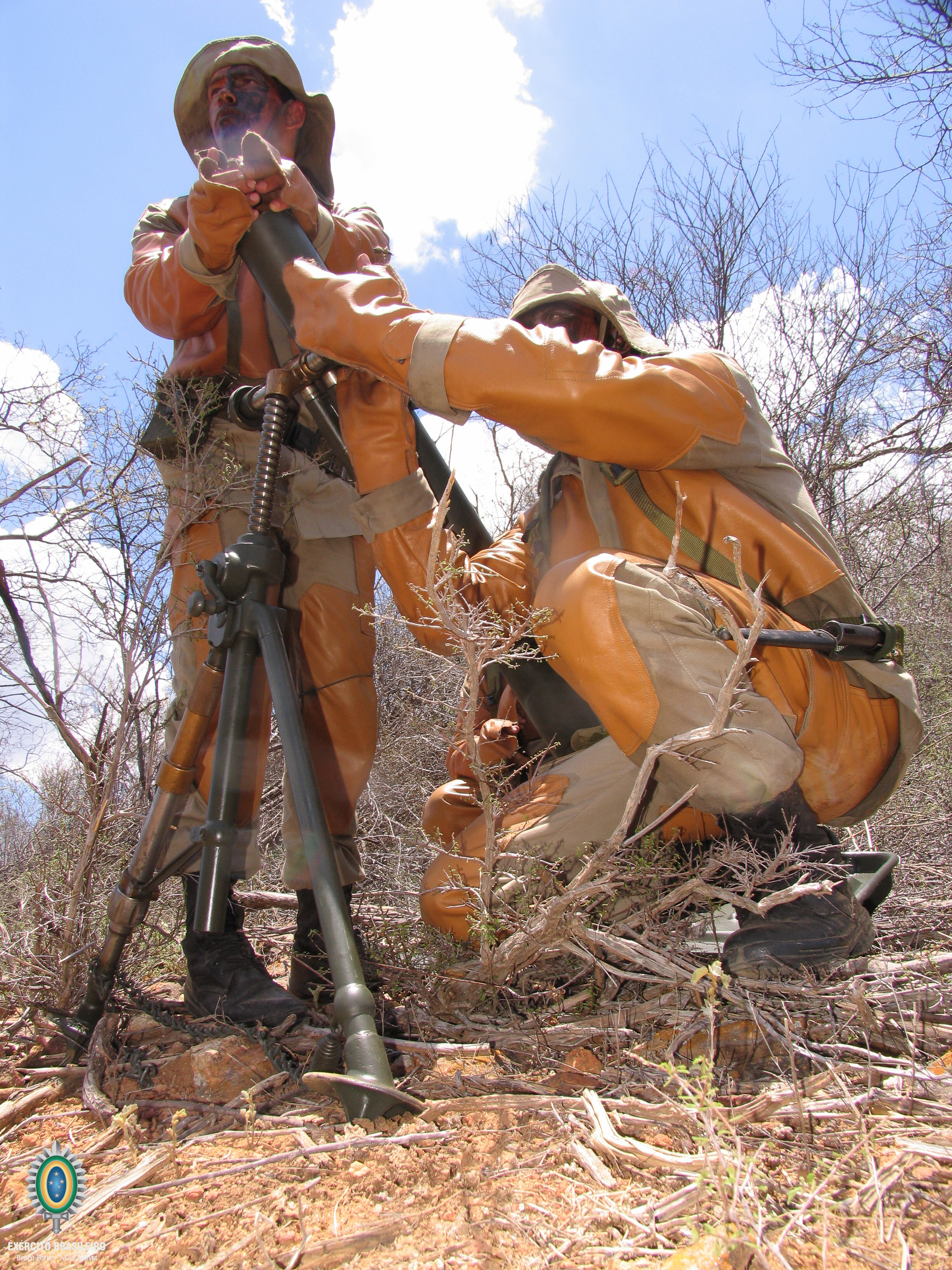
Militares em treinamento de morteiro.
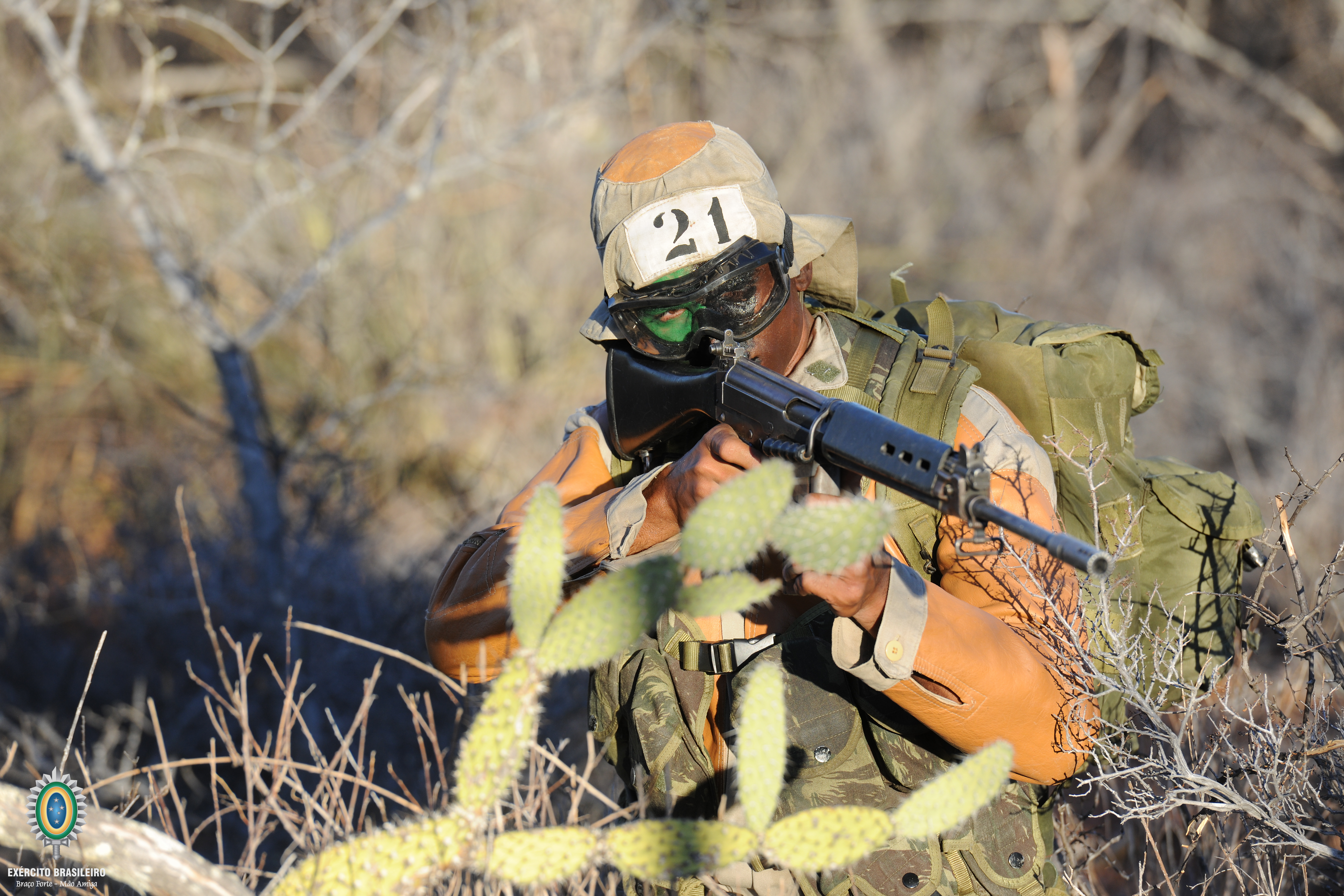
Soldado em patrulha com equipamento completo.
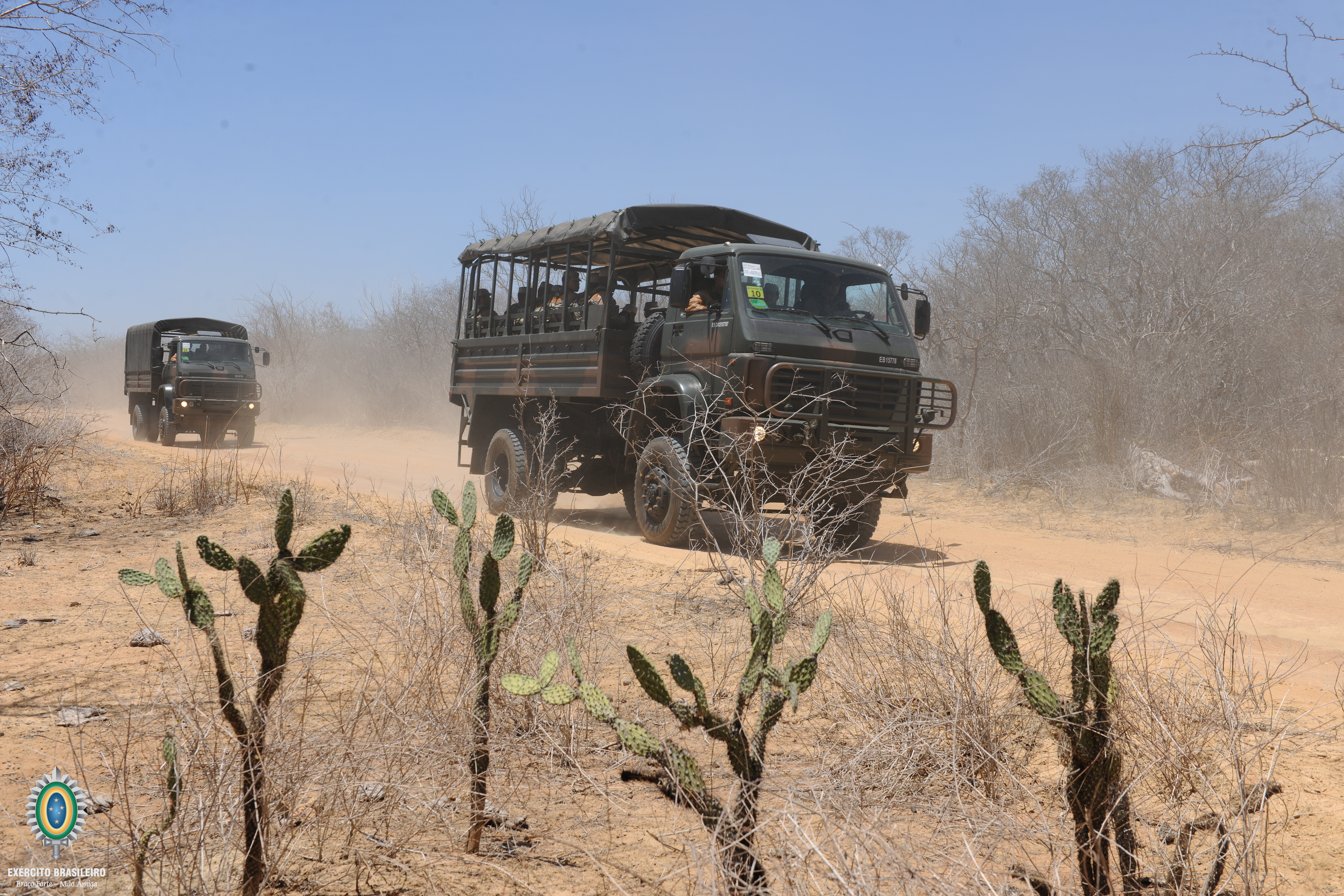
Veículos militares na estrada.
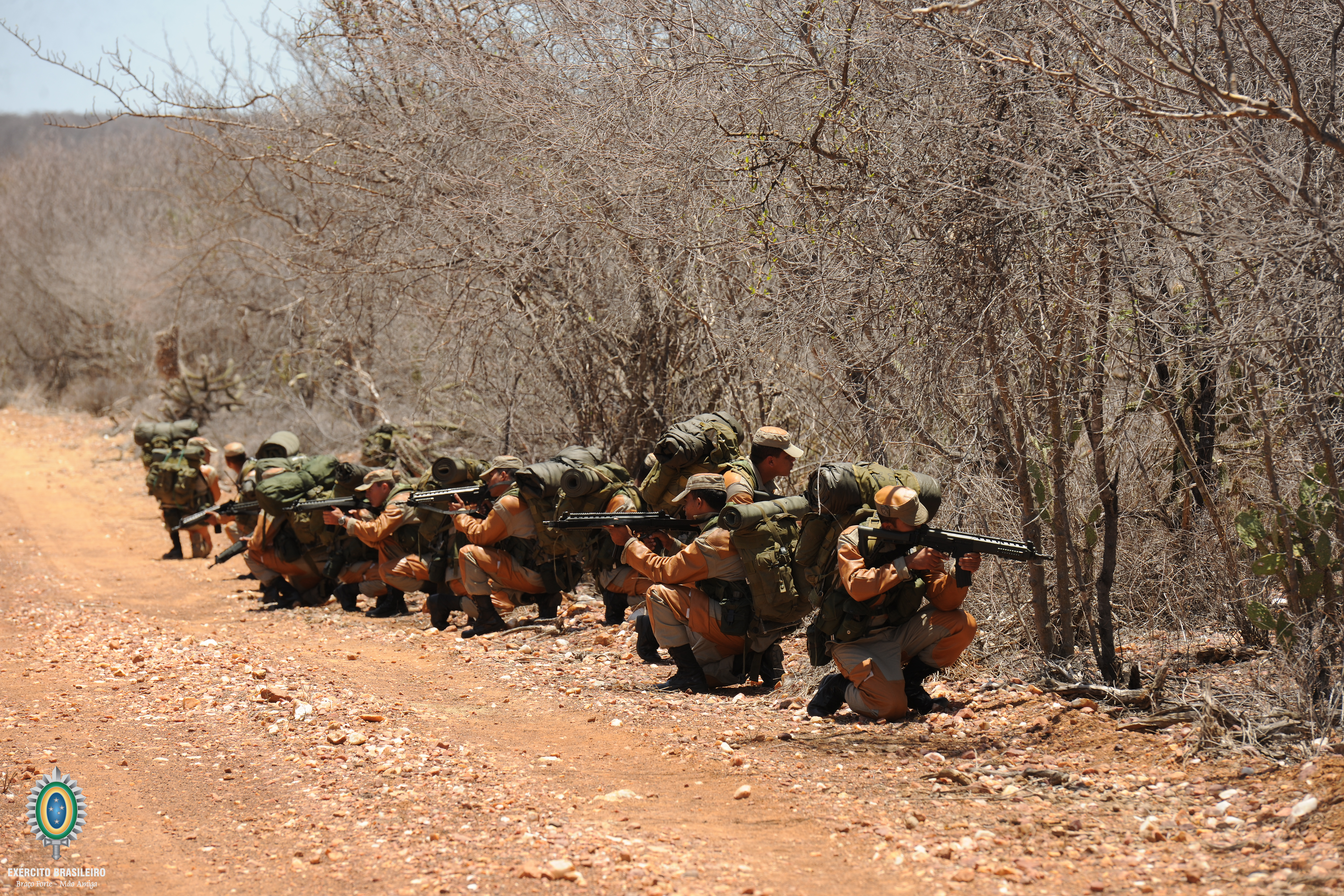
Contingente em posição.
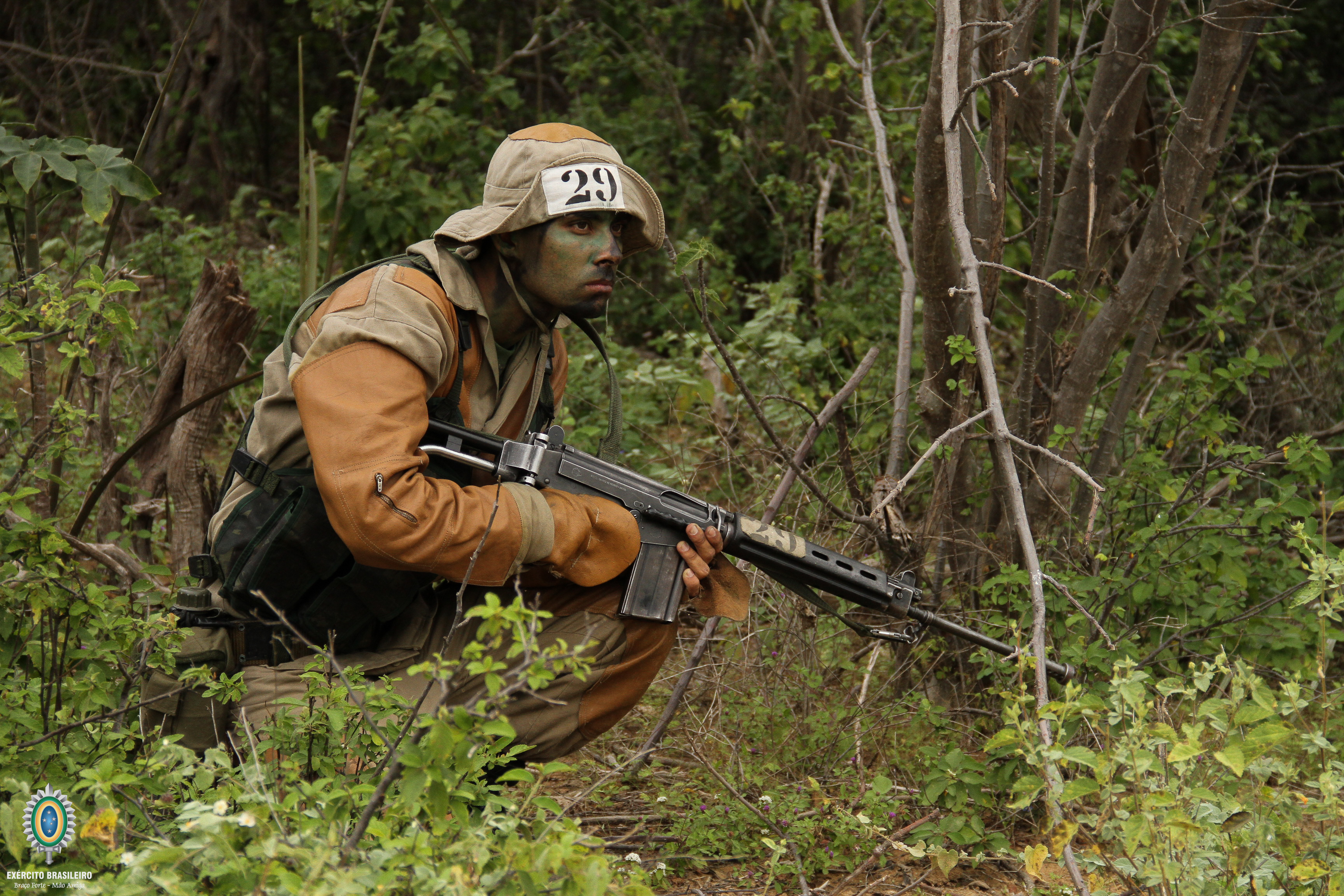
Militar patrulhando a Caatinga.
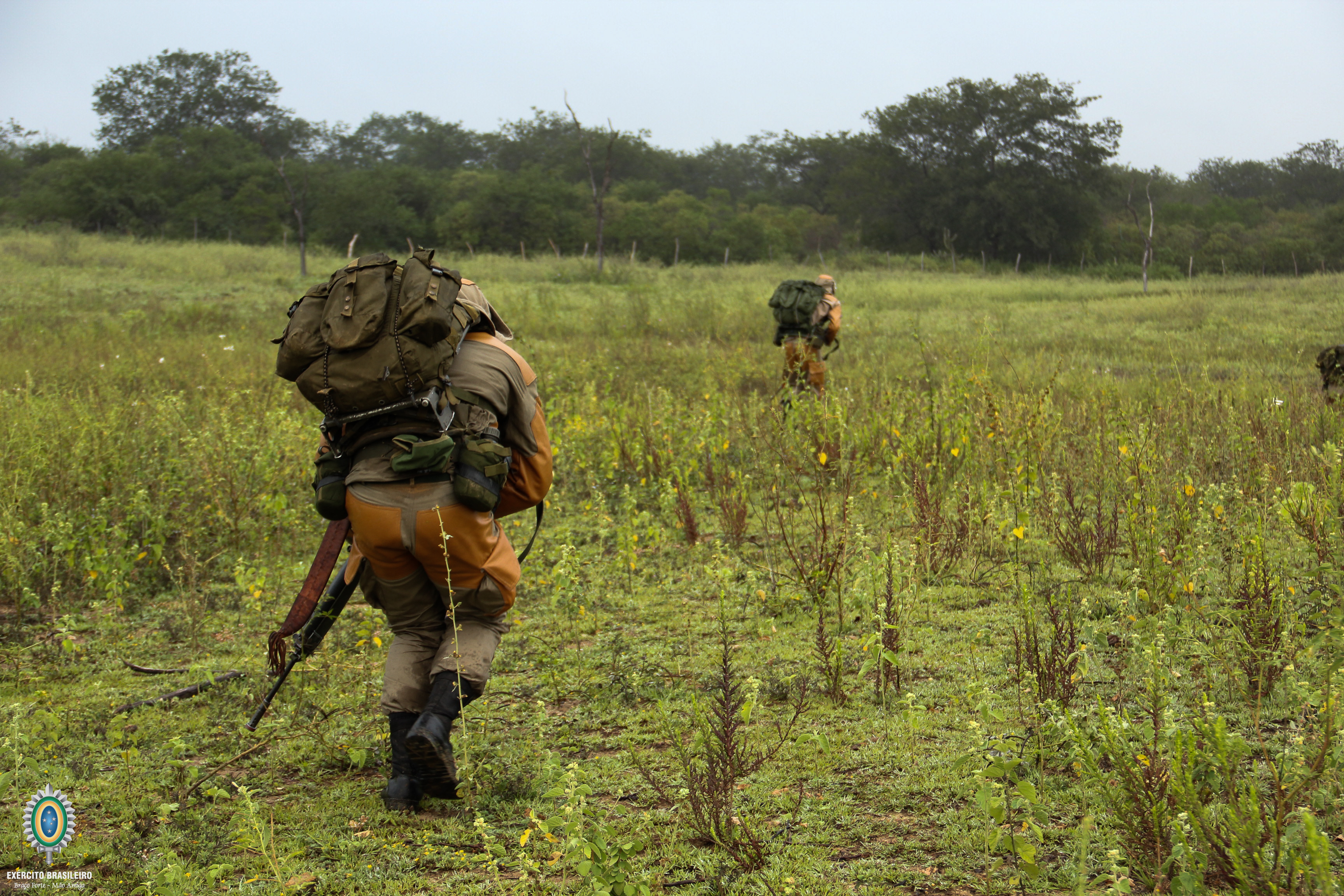
Militares em patrulha.
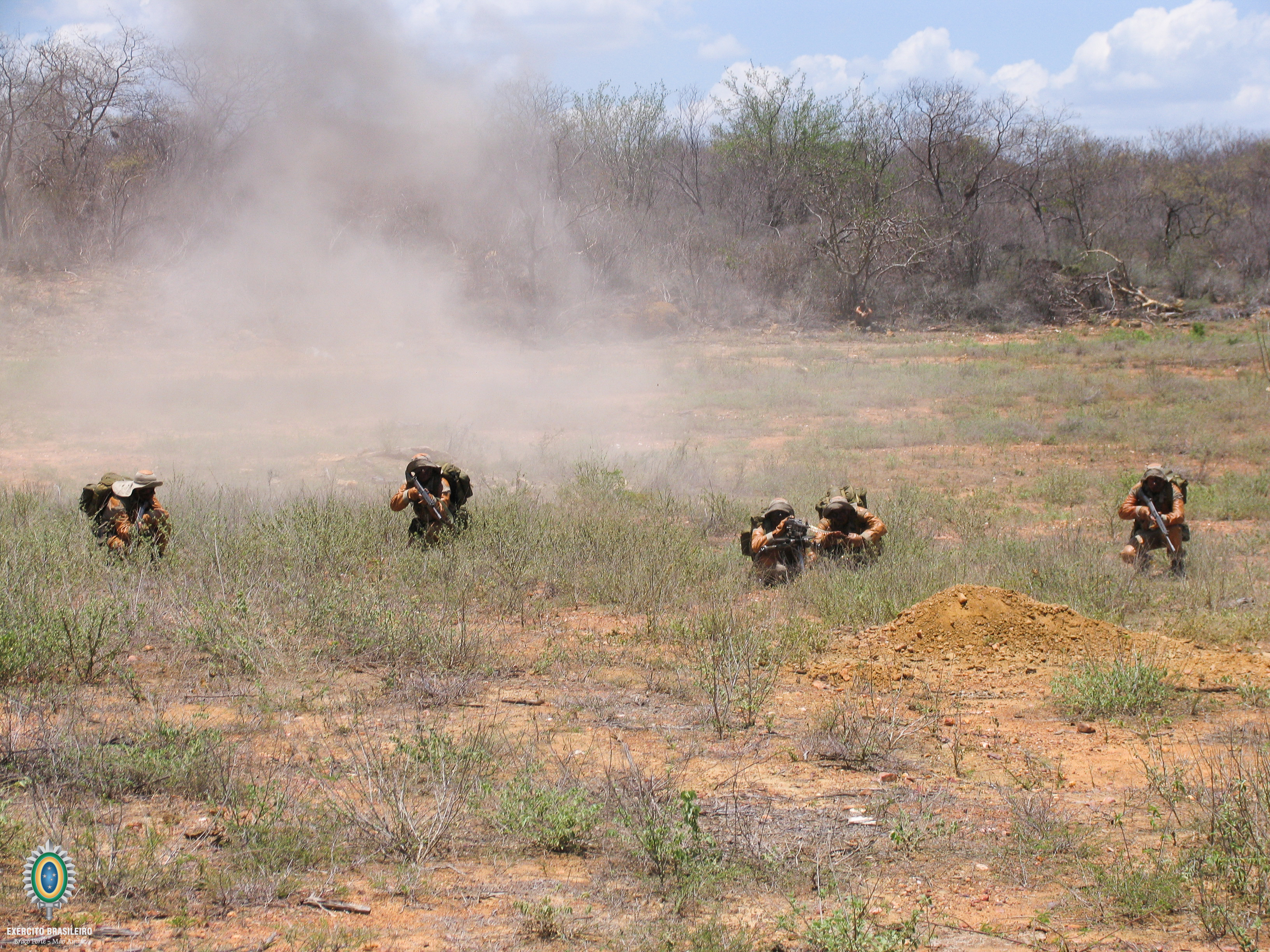
Simulação de conflito.

## Marinha do Brasil
O curso de caatinga foi realizado ao Batalhão de Operações Especiais de Fuzileiros Navais (Comandos Anfíbios, ou COMANF), do Corpo de Fuzileiros Navais, em 2014.

## Polícia Militar
A Polícia Militar de Pernambuco (PMPE) possui o BEPI (Batalhão Especializado de Policiamento do Interior), antiga CIOSAC (Companhia Independente de Operações e Sobrevivência em Área de Caatinga) que tem três Companhias, sendo a 1ª na cidade de Custódia, no sertão do estado, onde também está o comando do BEPI, a 2ª na Cidade de Toritama, no Agreste do estado, e a 3ª na cidade de Palmares, Zona da Mata do estado, sendo as duas últimas criadas após a transformação da CIOSAC em BEPI. A unidade possui uma subseção de instrução que ministra o EAC (Estágio de Adaptação a Caatinga) e o CIOSAC (Curso Intensivo de Operações e Sobrevivência na Área de Caatinga) para militares de todo Brasil, tendo já ministrado cursos para o BOPE-PMDF, COT-DPF, Forças Armadas e treinado militares de todos os estados das regiões norte e nordeste para operar no bioma da Caatinga. Criada em 1997 como um grupamento denominado de Pelotão Especial de Área de Caatinga (PEAC), em 2004 foi oficialmente denominada CIOSAC. A unidade é responsável pelo combate ao tráfico de entorpecentes, combate a assaltos a bancos e carros fortes, combate ao crime organizado no interior do estado, patrulhamento rural de alto risco, sobrevivência, busca e resgate em área de Caatinga, operações ribeirinhas e operações helitransportadas. O BEPI opera com viaturas 4x4, a exemplo da Chevrolet S-10, Nissan Frontier, Toyota Hilux e Ford Ranger, também utiliza botes com motor de popa para operações em rios. Utiliza armamentos como Fuzis FN FAL 7,62 mm e Imbel IA2, pistolas .40 e 9mm e submetralhadoras .40. Frequentemente o BEPI atua em conjunto com as Polícias Civis e Militares de outros estados, Polícia Federal, Polícia Rodoviária Federal e o GTA (Grupamento Tático Aéreo) da Secretaria de Defesa Social de Pernambuco. O BEPI é a unidade responsável por ministrar a etapa Operações, Sobrevivência, Rastreamento e Contra-rastreamento em área de Caatinga para os alunos do COT (Curso de Operações Táticas) do Departamento de Polícia Federal, e também para para os alunos do COPE (Curso de Operações Policiais Especiais) do Batalhão de Operações Especiais (BOPE) da PMPE.
A matriz curricular do curso para ingressar no BEPI tem as seguintes disciplinas:
- Treinamento Físico Militar;
- Liderança e Motivação;
- Instrução Tática Individual;
- Orientação e Navegação;
- Camuflagem;
- Ofidismo;
- Primeiros Socorros;
- Direitos Humanos;
- Armamento e Munição;
- Tiro Policial;
- Abordagem a Pessoas;
- Abordagem a Veículos;
- Abordagem a Edificações;
- Defesa Pessoal;
- Gerenciamento de Crises;
- Sobrevivência na Caatinga;
- Agentes Químicos;
- Montanhismo;
- Operações Ribeirinhas;
- Acuidade Visual;
- Serviços de Informações;
- Patrulha Rural;
- Ações Antibombas;
- Operações Helitransportadas;
- Ações Táticas.

A Polícia Militar da Paraíba possui o GEOsAC (Grupamento Especializado de Operações em Área de Caatinga), com sede na cidade de Pocinhos, no agreste do estado.
A Polícia Militar do Ceará possui o COTAR (Comando Tático Rural), uma companhia especializada em Operações na Caatinga do 4º Batalhão de Polícia de Choque.
A Polícia Militar de Alagoas possui a COPES (Companhia de Operações Policiais Especiais do Sertão), com sede na cidade de Piranhas.
A Polícia Militar do Maranhão possui o COSAR (Comando de Operações e Sobrevivência em Área Rural), que possui treinamento para operar em áreas de Selva e de Caatinga, pois o estado do Maranhão possui os dois biomas.
A Polícia Militar de Sergipe possui a Companhia Especializada em Operações Policiais em Área de Caatinga (CEOPAC), antigo Pelotão, com a missão de atuar de forma preventiva e repressiva com o objetivo de combater os delitos considerados "ocorrências de alta complexidade em áreas rurais" (roubo de gado, tráfico de entorpecentes, assalto a bancos) e demais ilícitos penais.
A Polícia Militar da Bahia tem a Companhia Independente de Policiamento Especializado - Caatinga (CIPE/Caatinga ou CPAC) e a Companhia Independente de Policiamento Especializado - Semiárido (CIPE/Semiárido ou CAESA). A CPAC é a unidade escolhida pela CAOP (Coordenação de Aviação Operacional) do Departamento de Polícia Federal, para ministrar o estágio de Caatinga para os alunos do curso dessa unidade.
A Polícia Militar do Rio Grande do Norte possui a Companhia Independente de Operações e Patrulhamento Rural, com sede em Natal.